# Lipamyzodes matthiolae
Lipamyzodes matthiolae är en insektsart. Lipamyzodes matthiolae ingår i släktet Lipamyzodes och familjen långrörsbladlöss. Inga underarter finns listade i Catalogue of Life.